# 张帆 (篮球运动员)
张帆（1984年8月22日—），北京人，中国女子篮球運動員，亦為中国国家女子篮球队成員。

## 簡歷
1999年，张帆以57次抢断，荣膺女篮甲级联赛的抢断王。2001年，20岁的张帆入選国家队，此間適逢隊中任蕾受伤，她便被当作球队的第六人重点培养。
2004年，张帆入選出征雅典奥运会的名單，更在對戰新西兰的比赛第四节時首次出场，結果3投全中得7分，包括终场前6秒扳平比分的三分球，差点成为反勝的英雄。
2010年11月，张帆代表中國出戰廣州亞運會，參加籃球比賽，奪得金牌。

## 教練評價
中国国家女子篮球队主教练孙凤武認為张帆的打法很男性化、比較强硬，是新女篮不可缺少的。